# دکتر دولیتل (شخصیت)
دکتر دولیتل (انگلیسی: Doctor Dolittle) یک شخصیت خیالی ساخته هیو لافتینگ است، که برای اولین بار در سال ۱۹۲۰ در کتاب داستان‌های دکتر دولیتل ظاهر شد. دکتر دولیتل، پزشک حیوانات است و توانایی سخن گفتن با آن‌ها را دارد. 